# Lumiar (metropolitana di Lisbona)
Lumiar è una stazione della linea Gialla della metropolitana di Lisbona.
La stazione è stata inaugurata nel 2004.

## Interscambi
Nelle vicinanze della stazione effettuano fermata alcune linee automobilistiche urbane e interurbane, gestite da Carris e Rodoviária de Lisboa.
- Fermata autobus